# Psicoeducação familiar
A Psicoeducação Familiar consiste em um conjunto de medidas de saúde mental que visa orientar ao paciente aspectos sobre sua doença, modalidades de tratamento, desenvolvimentos de habilidades, prevenção de  recaídas e convivência harmônica. Estudos apontam que este modelo está associado a um melhor prognóstico psiquiatrico e a um menor indice de recidiva, além de diminuir a sobrecarga dos familiares, além de proporcionar a aceitação do transtorno (e do paciente) por parte destes.

## História
Com a desinstucionalização dos hospitais psiquiatricos a família passou a ser considerada a primeira fonte de cuidados para o portador de algum transtorno mental, embora não estivesse preparada para isso. As consequências deste despreparo foram sintomas negativos na vida do familiar ( ansiedade, depressão, medo e culpa) além de atritos e críticas com relação ao doente. 
Até o inicio do século XX a familia era considerada como fonte causadora de transtornos na vida do paciente. Durante todo esse tempo o papel dos familiares esteve negligenciado, quase sempre destinado ao papel de agente custodial. Os primeiros registros da aplicação desta prática ocorreram em grupos de pacientes esquizofrênicos, que posteriormente foram expandidos para outras patologias como transtorno bipolar e depressão. A partir destes estudos começou-se a constatar a eficácia desta prática na reabilitação de portadores de distúrbios psiquiatricos. 